# آلتین‌عصر (ترکمنستان)
آلتین‌عصر  (به ترکمنی: Altyn Asyr، آلتیٛن‌عاصیٛر) یک منطقهٔ مسکونی در ترکمنستان است که در استان آخال واقع شده‌است.